# Familias en Winners & Losers
Familias ficticias de la serie australiana Winners & Losers.

## Familias

### Los Wong
| Actor           | Personaje    | Trabajo | N.º de episodios | Duración        | Estado | Notas                                       |
| --------------- | ------------ | ------- | ---------------- | --------------- | ------ | ------------------------------------------- |
| Ferdinand Hoang | Charles Wong | -       | -                | -               | Vivo   | esposo de Louise, padre de Sophie & Donna   |
| Carolyn Bock    | Louise Wong  | -       | 4                | 2011, 2012      | Viva   | esposa de Charles, madre de Sophie & Donna  |
| Melanie Vallejo | Sophie Wong  | Doctora | -                | 2011 - presente | Viva   | hija de Charles & Lousie, hermana de Donna  |
| Natalie Walker  | Donna Wong   | -       | 7                | 2011, 2012      | Viva   | hija de Charles & Lousie, hermana de Sophie |
| -               | Graham-Wong  | -       | -                | -               | Muerto | hijo de Sophie y Doug Graham                |

### Los Gross
| Actor              | Personaje                  | Trabajo   | Episodios | Duración        | Estado | Notas                                                                   |
| ------------------ | -------------------------- | --------- | --------- | --------------- | ------ | ----------------------------------------------------------------------- |
| Anne Phelan        | Dot "Nanna" Gross          | -         | -         | 2012 - presente | Viva   | abuela de Deidre, Jenny, Brian & Bridget                                |
| Jack Pearson       | Brian Gross                | -         | 94        | 2011 - 2015     | Vivo   | esposo de Trish, padre de Deidre, Jenny, Patrick, Bridget & Sam         |
| Denise Scott       | Trish Gross                | -         | 74        | 2011 - 2015     | Viva   | esposa de Brian, madre de Deidre, Jenny, Patrick & Bridget              |
| Roger Oakley       | Pat O'Keefe                | -         | 1         | 2013            | Vivo   | tpio de Jenny, Brian, Bridget y Deidre                                  |
| Madeleine West     | Deidre Gross               | -         | 1         | 2011            | Viva   | hija de Brian & Trish, hermana de Jenny, Patrick, Bridget & Sam         |
| Melissa Bergland   | Jenny "Jen" Gross          | Maestra   | -         | 2011 - presente | Viva   | hija de Brian & Trish, hermana de Deidre, Patrick, Bridget & Sam        |
| Francis Greenslade | Patrick Gross              | -         | 65        | 2011 - 2014     | Vivo   | hijo de Brian & Trish, hermano de Deidre, Jenny, Bridget & Sam          |
| Sarah Grace        | Bridget Gross-Fitzpatrick  | -         | -         | 2011 - presente | Viva   | hija de Brian y Trish, madre de Aalivyah                                |
| Katherine Hicks    | Samantha McKenzie          | Enfermera | 42        | 2012 - 2015     | Viva   | hija de Brian & Anna, media hermana de Deidre, Bridget, Jenny & Patrick |
| Addison            | Aalivyah Fitzpatrick-Gross | -         | -         | 2012 - presente | Viva   | hija de Bridget & Wes Fitzpatrick                                       |
| -                  | Reynolds-Gross             | -         | -         | -               | Muerto | hijo de Gabe Reynolds y Jenny                                           |

### Los James-Patterson
| Actor           | Personaje         | Trabajo                            | N.º de episodios | Duración        | Estado | Causa                                     |
| --------------- | ----------------- | ---------------------------------- | ---------------- | --------------- | ------ | ----------------------------------------- |
| Glenda Linscott | Lilly Patterson   | -                                  | 4                | 2011            | Viva   | -                                         |
| Virginia Gay    | Frances James     | Socia Consultora de Fraser & Brown | -                | 2011 - presente | Viva   | media hermana de Jasmine, madre de George |
| PiaGrace Moon   | Jasmine Patterson | Estudiante                         | 38               | 2011 - 2014     | Viva   | media hermana de Frances                  |
| Lucy Bennett    | George James      | -                                  | -                | 2014 - presente | Viva   | hija de Frances y Zachary Armstrong       |

### Los McKenzie
| Actor           | Personaje               | Trabajo   | Episodios | Duración        | Estado | Notas                                                                   |
| --------------- | ----------------------- | --------- | --------- | --------------- | ------ | ----------------------------------------------------------------------- |
| -               | Geoff McKenzie          | -         | -         | -               | Muerto | padre de Luke y Alex, padre adoptivo de Sam                             |
| Nathin Butler   | Luke McKenzie           | Policía   | -         | 2014 - presente | Vivo   | hermano de Alex y Sam                                                   |
| Scott Smart     | Alex McKenzie           | Barman    | -         | 2016 - presente | Vivo   | hermano de Luke y Sam                                                   |
| Katherine Hicks | Samantha "Sam" McKenzie | Enfermera | 42        | 2012 - 2015     | Viva   | hija de Brian & Anna, media hermana de Deidre, Bridget, Jenny & Patrick |

### Los Gilbert
| Actor              | Personaje                      | Trabajo | Episodios | Duración    | Estado | Notas                                                         |
| ------------------ | ------------------------------ | ------- | --------- | ----------- | ------ | ------------------------------------------------------------- |
| Greg Stone         | Steve Gilbert                  | -       | -         | -           | Vivo   | padre de Bec & Callum, abuelo de Harrison                     |
| Nell Feeney-Connor | Carolyn Gilbert                | -       | -         | -           | Viva   | madre de Bec & Callum, abuela de Harrison                     |
| Zoe Tuckwell-Smith | Rebecca "Bec" Gilbert-O'Connor | -       | 77        | 2011 - 2014 | Viva   | hermana de Callum, madre de Harrison, esposa de Matt O'Connor |
| Mike Smith         | Callum Gilbert                 | -       | 41        | 2011 - 2013 | Vivo   | hermano de Bec                                                |
| Jonah Costanzo     | Harrison Graham-O'Connor       | -       | 21        | 2012 - 2014 | Vivo   | hijo de Bec & Doug Graham                                     |

### Los O'Connor
| Actor                | Personaje                | Trabajo     | Episodios | Duración    | Estado | Causa                                                              |
| -------------------- | ------------------------ | ----------- | --------- | ----------- | ------ | ------------------------------------------------------------------ |
| Nicki Paull          | Leanne O'Connor          | -           | 4         | 2011, 2013  | Viva   | -                                                                  |
| Blair McDonough      | Matt O'Connor            | Constructor | 43        | 2011 - 2012 | Muerto | hermano de Greg, esposo de Bec Gilbert, padre adoptivo de Harrison |
| Christopher Bunworth | Greg O'Connor            | -           | 3         | 2011, 2013  | Vivo   | hermano de Matt                                                    |
| Jonah Costanzo       | Harrison Graham-O'Connor | -           | 21        | 2012 - 2014 | Vivo   | hijo de Bec & Doug Graham, hijo adoptivo de Matt                   |

### Los Graham
| Actor          | Personaje                | Trabajo | N.º de episodios | Duración    | Estado | Causa                       |
| -------------- | ------------------------ | ------- | ---------------- | ----------- | ------ | --------------------------- |
| Tom Wren       | Doug Graham              | Doctor  | 96               | 2011 - 2015 | Vivo   | padre de Harrison           |
| Jonah Costanzo | Harrison Graham-O'Connor | -       | 21               | 2012 - 2014 | Vivo   | hijo de Doug & Bec Gilbert  |
| Sibylla Budd   | Carla Hughes-Graham      | Doctora | 39               | 2013 - 2015 | Viva   | esposa de Doug              |
| -              | Graham-Wong              | -       | -                | -           | Muerto | hijo de Doug y Sophie Wong  |
| -              | Graham-Hughes            | -       | -                | -           | Muerto | hijo de Doug y Carla Hughes |

### Los Armstrong
| Actor            | Personaje                | Trabajo                          | N.º de episodios | Duración        | Estado | Causa                                  |
| ---------------- | ------------------------ | -------------------------------- | ---------------- | --------------- | ------ | -------------------------------------- |
| John Flaus       | Don Armstrong            | -                                | -                | -               | Vivo   | esposo de Gwen, abuelo de Zach         |
| Julia Blake      | Gwen Armstrong           | -                                | -                | -               | Viva   | esposa de Don, abuela de Zach          |
| Geoff Morrell    | Paul Armstrong           | -                                | -                | -               | Vivo   | padre de Zach                          |
| Stephen Phillips | Zachary "Zach" Armstrong | Consultor General-Fraser & Brown | 62               | 2011 - 2014     | Vivo   | hijo de Paul, padre de George          |
| Natalie Saleeba  | Claire Armstrong         | Empresaria de Fraser & Brown     | -                | 2011            | Viva   | exesposa de Zach                       |
| Lucy Bennett     | George James             | -                                | -                | 2014 - presente | Viva   | hija de Frances y Zach y Frances James |

### Los Reynolds
| Actor            | Personaje                  | Trabajo | Episodios | Duración        | Estado | Notas                         |
| ---------------- | -------------------------- | ------- | --------- | --------------- | ------ | ----------------------------- |
| Nick Russell     | Gabe Reynolds              | -       | -         | 2014 - presente | Vivo   | esposo de Jenny               |
| Melissa Bergland | Jenny "Jen" Gross-Reynolds | Maestra | -         | 2011 - presente | Viva   | esposa de Gabe                |
| -                | Reynolds-Gross             | -       | -         | -               | Muerto | hijo de Gabe Reynolds y Jenny |

### Los Fitzpatrick
| Actor       | Personaje                  | Trabajo | N.º de episodios | Duración        | Estado | Causa                                                                    |
| ----------- | -------------------------- | ------- | ---------------- | --------------- | ------ | ------------------------------------------------------------------------ |
| Paul Moore  | Wes Fitzpatrick            | -       | -                | 2011 - presente | Vivo   | padre de Aalivyah, esposo de Bridget Gross                               |
| Sarah Grace | Bridget Gross-Fitzpatrick  | -       | -                | 2011 - presente | Viva   | esposa de Wes, hermana de Deidre, Jenny & Brian Gross, madre de Aalivyah |
| Addison     | Aalivyah Fitzpatrick-Gross | -       | -                | 2012 - presente | Viva   | hija de Wes & Bridget Gross                                              |

### Los Kurtiss
| Actor              | Personaje        | Trabajo                     | N.º de episodios | Duración    | Estado | Causa                                          |
| ------------------ | ---------------- | --------------------------- | ---------------- | ----------- | ------ | ---------------------------------------------- |
| Damien Bodie       | Jonathan Kurtiss | Asistente de Fraser & Brown | 64               | 2011 - 2014 | Vivo   | tío de Ethan e Isobel, esposo de Rhys Mitchell |
| William Crittenden | Ethan Kurtiss    | -                           | -                | 2011        | Vivo   | sobrino de Jonathan                            |
| Kandice Bannister  | Isobel Kurtiss   | -                           | -                | 2011        | Viva   | sobrina de Jonathan                            |

### Los Mitchell
| Actor              | Personaje       | Trabajo | N.º de episodios | Duración          | Estado | Causa                                             |
| ------------------ | --------------- | ------- | ---------------- | ----------------- | ------ | ------------------------------------------------- |
| Gregory Ross       | Dennis Mitchell | -       | -                | -                 | Vivo   | esposo de Judy, padre de Rhys                     |
| Kirsty Child       | Judy Mitchell   | -       | -                | -                 | Viva   | esposa de Dennis, madre de Rhys                   |
| Nick Simpson-Deeks | Rhys Mitchell   | -       | 17               | 2011 - 2012, 2014 | Vivo   | hijo de Dennis & Judy, pareja de Jonathan Kurtiss |

### Los Johnson
| Actor         | Personaje     | Trabajo | N.º de episodios | Duración    | Estado | Causa            |
| ------------- | ------------- | ------- | ---------------- | ----------- | ------ | ---------------- |
| Peta Sergeant | Cat Johnson   | Doctora | 8                | 2012        | Muerta | hermana de Flynn |
| Tom Hobbs     | Flynn Johnson | Abogado | 30               | 2012 - 2014 | Vivo   | hermano de Cat   |

### Los Grbowski-Baxter
| Actor       | Personaje     | Trabajo | N.º de episodios | Duración    | Estado | Causa                          |
| ----------- | ------------- | ------- | ---------------- | ----------- | ------ | ------------------------------ |
| Ben Geurens | Adam Grbowski | -       | 4                | 2014        | Muerto | padre de Cory, exesposo de Sam |
| Anna Samson | Hayley Baxter | -       | 1                | 2014        | Viva   | exnovia de Adam, madre de Cory |
| Jacob Holt  | Cory Baxter   | -       | 25               | 2014 - 2015 | Vivo   | hijo de Adam & Hayley          |

### Los Lewis-Turner
| Actor             | Personaje      | Trabajo | N.º de episodios | Duración    | Estado | Causa                                      |
| ----------------- | -------------- | ------- | ---------------- | ----------- | ------ | ------------------------------------------ |
| Charlie Cousins   | Craig Lewis    | -       | -                | -           | Vivo   | exesposo de Tifany, padre de Brianna & Ben |
| Michala Banas     | Tiffany Turner | -       | 16               | 2011 - 2012 | Viva   | exesposa de Craig, madre de Brianna & Ben  |
| Isabella Woodlock | Brianna Lewis  | -       | -                | -           | Viva   | hija de Craig & Tiffany                    |
| Julian Mineo      | Ben Lewis      | -       | -                | -           | Vivo   | hijo de Craig & Tiffany                    |

### Los Sommers
| Actor            | Personaje        | Trabajo | N.º de episodios | Duración | Estado | Causa |
| ---------------- | ---------------- | ------- | ---------------- | -------- | ------ | ----- |
| Bethany Whitmore | Maddie Sommers   | -       | -                | -        | -      | -     |
| Bill McCluskey   | Ron Sommers      | -       | -                | -        | -      | -     |
| Brenda Addie     | Margaret Sommers | -       | -                | -        | -      | -     |

### Los Young
| Actor         | Personaje   | Trabajo    | N.º de episodios | Duración | Estado | Causa          |
| ------------- | ----------- | ---------- | ---------------- | -------- | ------ | -------------- |
| Brett Cousins | Glenn Young | -          | -                | -        | Vivo   | padre de Tilly |
| Lara Robinson | Tilly Young | Estudiante | -                | -        | Viva   | hija de Glenn  |

### Otros
| Actor             | Personaje        | Trabajo                  | N.º de episodios | Duración | Estado | Causa |
| ----------------- | ---------------- | ------------------------ | ---------------- | -------- | ------ | ----- |
| Carmen Duncan     | Kerry Green      | Maestra                  | -                | -        | Viva   | -     |
| Lachlan Woods     | Chris Jones      | -                        | -                | -        | Vivo   | -     |
| Luke Arnold       | Lachie Clarke    | Estudiante Universitario | -                | -        | Vivo   | -     |
| Matt Levett       | Spencer Campbell | -                        | -                | -        | Vivo   | -     |
| Laura Wheelwright | Nadia Coviello   | -                        | -                | -        | Viva   | -     |
| Thomas Lacey      | Ollie Masters    | -                        | -                | -        | Vivo   | -     |